# Унтербергер, Павел Фёдорович
Па́вел Фёдорович У́нтербе́ргер (нем. Paul Simon Unterberger; 9 (21) августа 1842, Симбирск, Российская империя — 12 февраля 1921, Ремплин, Германия) — русский военный и государственный деятель, военный губернатор Приморской области (1888—1897), нижегородский губернатор (1897—1905), Войсковой атаман Уссурийского казачьего войска, приамурский генерал-губернатор (1905—1910). Инженер-генерал (6 декабря 1906).
Он же Павел Фридрихович, Павел-Симон и Симон Фридрихович Унтербергер.

## Биография
Раннее детство Павел Унтербергер провёл в Симбирске. Его отец, сын каретных дел мастера из Риги, Фридрих Семёнович Унтербергер, был одним из зачинателей ветеринарного дела в России, за что получил дворянское звание.
В 1849 году вместе с отцом Павел переехал в Дерпт, где его отец и дядя получили места профессоров Дерптского университета. Окончил классическую гимназию.
В 1860 году поступил в Николаевское инженерное училище, которое окончил в 1862 году подпоручиком. В 1868 году окончил Николаевскую инженерную академию по первому разряду в звании штабс-капитана. По окончании академии направлен в командировку в Европу, затем оставлен при академии для преподавательской и научной работы.
В 1870—1871 годах П. Ф. Унтербергер в чине военного инженера-капитана был откомандирован в Туркестан для участия в военной кампании. После командировки утратил интерес к академической карьере и отправился служить в Восточной Сибири.
В 1875—1877 годах в чине военного инженера-подполковника служил в Иркутске в должности штаб-офицера для особых поручений при окружном инженерном управлении Восточного Сибирского военного округа. Занимался строительными работами в малоосвоенных местностях Дальнего Востока. Вёл большую исследовательскую работу, изучая военную географию территорий, входящих в Восточно-Сибирское губернаторство. Во время восстания в Монголии откомандирован в Ургу для постройки оборонительных сооружений в русском посольстве. Потом, преодолевая трудности, проследовал с исследовательскими целями (как специалист по военной географии) через Монголию и пустыню Гоби, посетил Пекин, Тяньцзинь, Шанхай, Гонконг, Японию.
Одной из целей путешествия был наём 134 рабочих в Китае для строительства в районе поста Хабаровска. По условиям контракта рабочие нанимались на 2 года.
В 1877—1878 годах — в должности председателя Иркутской временной военно-тюремной комиссии. В апреле 1878 года произведён в инженер-полковники и назначен заведующим инженерной частью Восточного Сибирского военного округа. Занимается фортификацией Николаевска и в особенности Владивостока, где инициирует значительный по масштабу план строительства Владивостокской крепости. В 1879 году он вновь посетил Владивосток и завершил разработку плана размещения вокруг него оборонительных сооружений и составление их проектов.

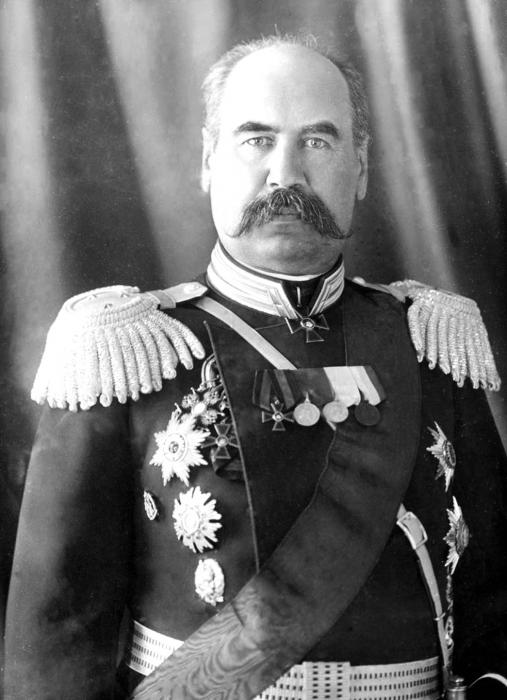
Нижегородский губернатор П. Ф. Унтербергер

1 октября 1888 года П. Ф. Унтербергер назначен военным губернатором Приморской области и наказным атаманом Уссурийского казачьего войска. 30 августа 1889 года на укреплениях Владивостока подняли крепостной флаг в связи с получением статуса крепости 2-го разряда. Роль Владивостока возросла, да так что в августе 1890 года местопребывание военного губернатора Приморской области и областного управления переносится из Хабаровска во Владивосток, область становится частью Приамурского генерал-губернаторства, а управление генерал-губернаторством было размещено в городе Хабаровске. В 1896 году он получил чин генерал-лейтенанта.
П. Ф. Унтербергер провёл в должности военного губернатора Приморской области почти 9 лет. За это время при его участии или с его ведома были построены Уссурийская железная дорога, порт, плавучий и береговой доки, множество жилых и служебных зданий, введены в строй медицинские и учебные заведения, получила развитие торговля, установлены рейсы судов по приморскому побережью, открыты мореходные классы, обнаружены большие запасы угля в Сучане и начата его добыча, основано множество населённых пунктов на территории Приморья.
В 1897 году П. Ф. Унтербергер назначен Нижегородским губернатором. Когда в мае 1897 года П. Ф. Унтербергер сдавал свои дела военного губернатора Приморской области генералу Д. И. Субботичу, городская дума, отмечая заслуги перед городом, избрала его почётным гражданином Владивостока.
В Нижнем Новгороде П. Ф. Унтербергер производит впечатление на нижегородцев гражданским строительством и общественной деятельностью: строит каменные причалы, обустраивает места швартовки судов. Он выступил инициатором выкупа болдинского имения А. С. Пушкина с целью создания государственного мемориального музея. Он же инициировал создание Нижегородского общества любителей художеств. Состоял членом 29 благотворительных обществ, в которые регулярно платил немалые взносы.
В его губернаторство произошла демонстрация в Сормове, был арестован Пётр Заломов. Суровость мер против революционеров активизировала усилия эсеров, которые во главе с Борисом Савинковым готовили покушение на нижегородского губернатора.
В должности Нижегородского губернатора П. Ф. Унтербергер пробыл до начала ноября 1905 года. За несколько дней до окончания губернаторства он был произведён в сенаторы.
8 ноября 1905 года генерал-лейтенант П. Ф. Унтербергер был назначен командующим войсками Приамурского военного округа и наказным атаманом Приамурских казачьих войск, а через 10 дней — Приамурским генерал-губернатором. В качестве генерал-губернатора он приложил усилия для развития и заселения региона. При его участии были введены в строй новые учебные и медицинские учреждения, в том числе сельские, начата разработка полиметаллических руд в Тетюхе, введён рыбнадзор, выделены из состава и областного управления Приморской области Камчатка и Командорские острова, основаны новые селения. Он содействовал деятельности В. К. Арсеньева.
Во внешнеполитических вопросах придерживался консервативных позиций, крайне настороженно относился к Японии, несмотря на российско-японское сближение после русско-японской войны и подписание целого ряда двусторонних соглашений общеполитического и экономического характера. Известен как систематический противник миграции корейцев на российский Дальний Восток. В 1910 г. по его инициативе был установлен крест в честь Семёна Дежнёва на мысе Дежнёва.
П. Ф. Унтербергер завершил повторную службу на Дальнем Востоке 6 декабря 1910 года в возрасте 68 лет. Он сдал дела шталмейстеру Н. Л. Гондатти и убыл в Петербург, где был назначен 6 декабря 1910 года членом Государственного совета.

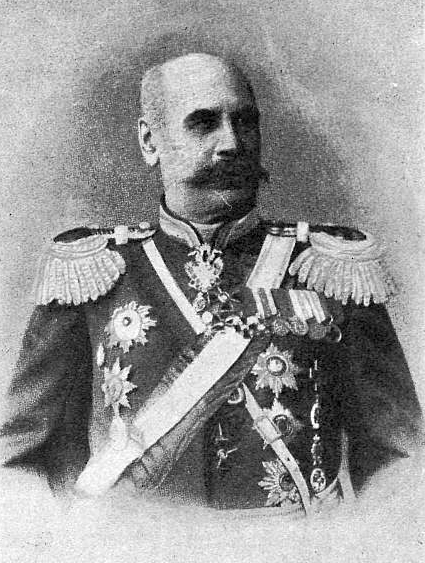
Инженер-генерал П. Ф. Унтербергер, 1915

В 1912 году П. Ф. Унтербергер издал труд «Приамурский край. 1906—1910 гг.» на основе материалов, собранных во время службы.
После революции П. Ф. Унтербергер уехал в Германию к жене, дочери Марии и её мужу, стал управляющим в замке Ремплин, где и скончался в возрасте 78 лет.

## Семья
- Отец — Фридрих Семёнович (1810—1884) — ветеринар, действительный статский советник.
- Брат — Семён Фёдорович[нем.] (1848—1928) — военный врач, тайный советник.
- Сын — Пётр Павлович (1881—1960) — военный инженер, строитель крупнейшего в мире пехотного форта — форта № 2 Владивостокской крепости; полковник русской армии, участник белого движения[2]. В 1922 году был членом Президиума Приамурского земского собора во Владивостоке[3].

## Награды и звания
П. Ф. Унтербергер — кавалер многих орденов, в том числе Св. Станислава I степени, Св. Анны I степени, Св. Владимира II степени, Белого Орла, Св. Александра Невского и бриллиантового знака к нему.
20 марта 1897 года присвоено звание Почётный гражданин города Хабаровска.
3 июня 1897 года удостоен звания Почётного гражданина города Владивостока.
В 1902 году годичное собрание Русского географического общества присудило малую золотую медаль П. Унтербергеру за его труд «Приморская область. 1856—1898 гг.».

## Память
- В честь Павла Фёдоровича Унтербергера (тогда — наказного атамана Уссурийского казачьего войска) был назван основанный в 1895 году казачий посёлок Павло-Фёдоровский (ныне село Павло-Фёдоровка Приморского края).
- В 1987 году имя Унтербергера увековечено на мемориальной доске «Деятели Общества изучения Амурского края — Приморского филиала Географического общества СССР» (Владивосток, ул. Петра Великого, 4).
- О нём рассказывает мемориальная доска на фасаде бывшего дома генерал-губернатора (Владивосток, ул. Светланская, 52).
- Именем Унтербергера названа гора на полуострове Муравьёва-Амурского на юге Приморского края.
- Второе высшее начальное 4-х классное городское училище им. П. Ф. Унтербергера в Хабаровске до 1918 года (ныне средняя школа № 35 им. В. И. Ленина в Хабаровске)[6][7].